# Juarez Santos
Pour les articles homonymes, voir Santos (homonymie).
Né le 12 avril 1979, Juarez Santos est un karatéka brésilien connu pour avoir remporté la médaille d'or en kumite individuel masculin plus de 80 kilos aux Jeux Panaméricains 2007 à Rio de Janeiro.

## Résultats
| Résultat | Date            | Épreuve                   | Catégorie | Compétition             | Ville hôte                |
| -------- | --------------- | ------------------------- | --------- | ----------------------- | ------------------------- |
| [ 2 ]    | 25 juillet 2007 | Kumite individuel + 80 kg | Seniors   | Jeux panaméricains 2007 | Rio de Janeiro, au Brésil |